# Jerick McKinnon
Jerick Deshun McKinnon (* 3. Mai 1992 in Atlanta, Georgia) ist ein US-amerikanischer American-Football-Spieler auf der Position des Runningbacks. Er spielte zuletzt für die Kansas City Chiefs in der National Football League (NFL) und gewann mit ihnen zweimal den Super Bowl, davor stand er bei den Minnesota Vikings und den San Francisco 49ers unter Vertrag.

## Frühe Jahre
McKinnon wuchs in Marietta in Georgia auf und spielte dort Football an der Highschool.

## College
Von 2010 bis 2013 besuchte McKinnon die Georgia Southern University und spielte während dieser Zeit College-Football für die Georgia Southern Eagles, die zu dieser Zeit in der Southern Conference spielten.
Am College spielte McKinnon nicht nur als Runningback, sondern wurde auch als Quarterback eingesetzt. Aufgrund seiner kleinen Körpergröße hatte er auf letzterer Position allerdings keine Zukunft.

### College-Statistik
| Jahr   | Team   | Läufe | Rush Yds | Rush TD | Passfänge | Rec Yds | TD |
| ------ | ------ | ----- | -------- | ------- | --------- | ------- | -- |
| 2010   | GS     | 109   | 495      | 3       | -         | -       | -  |
| 2011   | GS     | 80    | 537      | 7       | 6         | 127     | 1  |
| 2012   | GS     | 269   | 1.817    | 20      | 1         | 15      | 0  |
| 2013   | GS     | 161   | 1.050    | 12      | 3         | 23      | 0  |
| Gesamt | Gesamt | 619   | 3.899    | 42      | 10        | 165     | 1  |

Quelle: foxsports.com

## NFL
McKinnon wurde im NFL Draft 2014 in der 3. Runde an insgesamt 96. Stelle von den Minnesota Vikings ausgewählt.

### Minnesota Vikings

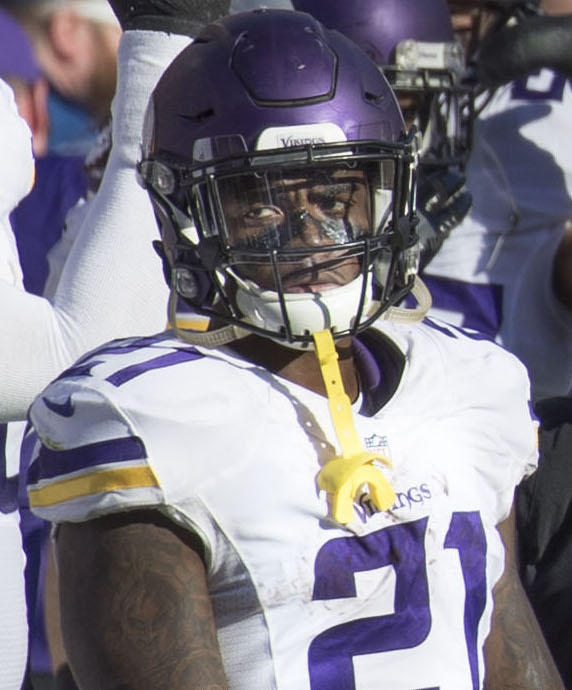
McKinnon bei den Vikings (2016)

In seiner Rookie-Saison übernahm er vor allem eine Backup-Rolle hinter Startspieler Adrian Peterson.
Während der darauffolgenden Spielzeiten 2015 und 2016 konnte er seinen Platz im Team verfestigen. Wenn er dabei auch nur in Einzelfällen bzw. in Verletzungsfällen seiner Runningback-Teamkollegen Startspieler war, so kam er dennoch in fast jedem Spiel, das er für die Vikings bestritt, zum Einsatz. Dabei wurde er vor allem als versatiler sogenannter Third-Down-Back eingesetzt.
In der Spielzeit 2017 kam McKinnon wieder erst vermehrt zum Einsatz, nachdem sich Rookie-Runningback Dalvin Cook, der von den Vikings im NFL Draft 2017 in der 2. Runde gedraftet wurde und nach dem Weggang von Peterson direkt als Startspieler brillieren konnte, am 4. Spieltag verletzt hatte und mit einem Kreuzbandriss für den Rest der Saison ausscheiden sollte. McKinnon zeigte daraufhin als Cook-Ersatz im Wechsel mit Runningback Latavius Murray einige betonenswerte Leistungen, unter anderem gegen die Cincinnati Bengals.

Er spielte statistisch gesehen seine bis dato beste Saison für die Vikings und konnte mit ihnen in diesem Jahr die NFL Play-offs erreichen.

### San Francisco 49ers
Am 14. März 2018 unterzeichnete McKinnon einen Vierjahresvertrag über 30 Millionen US-Dollar bei den San Francisco 49ers. Noch während der Preseason riss sich McKinnon im Training das Kreuzband. Diese Verletzung beendete seine Saison vorzeitig, weswegen ihn die 49ers am 3. September 2018 auf die Injured Reserve List setzten.
Während der Preseason 2019 verletzte sich McKinnon erneut und musste sich einer Operation am Knie unterziehen. Aufgrundessen verpasste er erneut eine komplette Saison und wurde nicht ins Roster der San Francisco 49ers für die Saison 2019/20 berufen.
In der 1. Woche der Saison 2020 lief McKinnon schließlich erstmals in einem Regular-Season-Spiel für die 49ers auf. Bei der 20:24-Niederlage gegen die Arizona Cardinals erlief er 24 Yards und fing einen Touchdownpass.

### Kansas City Chiefs
Am 30. April 2021 nahmen die Kansas City Chiefs McKinnon unter Vertrag. Er gewann im Februar 2023 den Superbowl LVII gegen die Philadelphia Eagles. Nachdem sie ihn anschließend in die Free Agency entließen, wurde McKinnon im Mai 2023 von den Chiefs wieder unter Vertrag genommen. Er erreichte mit den Chiefs erneut den Super Bowl und fing beim 25:22-Sieg nach Overtime gegen die San Francisco 49ers im Super Bowl LVIII zwei Pässe für 15 Yards.

### NFL-Karrierestatistik
| Saison          | Team                | Spiele               | Spiele               | Rushing              | Rushing              | Rushing              | Rushing              | Rushing              | Receiving            | Receiving            | Receiving            | Receiving            | Receiving            | Kickoff Returns      | Kickoff Returns      | Kickoff Returns      | Kickoff Returns      | Kickoff Returns      | Fumbles              | Fumbles              |
| Saison          | Team                | GP                   | GS                   | Att                  | Yds                  | Avg                  | Lng                  | TD                   | Rec                  | Yds                  | Avg                  | Lng                  | TD                   | KR                   | Yds                  | Avg                  | Long                 | TD                   | Fum                  | Lost                 |
| --------------- | ------------------- | -------------------- | -------------------- | -------------------- | -------------------- | -------------------- | -------------------- | -------------------- | -------------------- | -------------------- | -------------------- | -------------------- | -------------------- | -------------------- | -------------------- | -------------------- | -------------------- | -------------------- | -------------------- | -------------------- |
| 2014            | Minnesota Vikings   | 11                   | 6                    | 113                  | 538                  | 4,8                  | 55                   | 0                    | 27                   | 135                  | 5,0                  | 17                   | 0                    | –                    | –                    | –                    | –                    | –                    | 0                    | 0                    |
| 2015            | Minnesota Vikings   | 16                   | 0                    | 52                   | 271                  | 5,2                  | 68T                  | 2                    | 21                   | 173                  | 8,2                  | 30                   | 1                    | 1                    | 24                   | 24,0                 | 24                   | 0                    | 0                    | 0                    |
| 2016            | Minnesota Vikings   | 15                   | 7                    | 159                  | 539                  | 3,4                  | 36                   | 2                    | 43                   | 255                  | 5,9                  | 41                   | 2                    | –                    | –                    | –                    | –                    | –                    | 0                    | 0                    |
| 2017            | Minnesota Vikings   | 16                   | 1                    | 150                  | 570                  | 3,8                  | 58T                  | 3                    | 51                   | 421                  | 8,3                  | 41                   | 2                    | 12                   | 312                  | 26,0                 | 39                   | 0                    | 3                    | 2                    |
| 2018            | San Francisco 49ers | Injured Reserve List | Injured Reserve List | Injured Reserve List | Injured Reserve List | Injured Reserve List | Injured Reserve List | Injured Reserve List | Injured Reserve List | Injured Reserve List | Injured Reserve List | Injured Reserve List | Injured Reserve List | Injured Reserve List | Injured Reserve List | Injured Reserve List | Injured Reserve List | Injured Reserve List | Injured Reserve List | Injured Reserve List |
| 2019            | San Francisco 49ers | Injured Reserve List | Injured Reserve List | Injured Reserve List | Injured Reserve List | Injured Reserve List | Injured Reserve List | Injured Reserve List | Injured Reserve List | Injured Reserve List | Injured Reserve List | Injured Reserve List | Injured Reserve List | Injured Reserve List | Injured Reserve List | Injured Reserve List | Injured Reserve List | Injured Reserve List | Injured Reserve List | Injured Reserve List |
| 2020            | San Francisco 49ers | 16                   | 4                    | 81                   | 319                  | 3,9                  | 55                   | 5                    | 33                   | 253                  | 7,7                  | 26                   | 1                    | 12                   | 239                  | 19,9                 | 30                   | 0                    | 0                    | 0                    |
| 2021            | Kansas City Chiefs  | 13                   | 0                    | 12                   | 62                   | 5,2                  | 14                   | 0                    | 13                   | 107                  | 7,2                  | 14                   | 1                    | –                    | –                    | –                    | –                    | –                    | 0                    | 0                    |
| 2022            | Kansas City Chiefs  | 17                   | 0                    | 72                   | 291                  | 4,0                  | 30                   | 1                    | 56                   | 512                  | 9,1                  | 56                   | 9                    | –                    | –                    | –                    | –                    | –                    | 1                    | 1                    |
| 2023            | Kansas City Chiefs  | 12                   | 0                    | 21                   | 60                   | 2,9                  | 10                   | 1                    | 25                   | 192                  | 7,7                  | 27                   | 4                    | 1                    | 20                   | 20,0                 | 20                   | 0                    | 0                    | 0                    |
| Total           | Total               | 116                  | 18                   | 660                  | 2.650                | 4,0                  | 68                   | 14                   | 269                  | 2.048                | 7,6                  | 56                   | 20                   | 26                   | 595                  | 22,9                 | 39                   | 0                    | 4                    | 3                    |
| Quelle: nfl.com |                     |                      |                      |                      |                      |                      |                      |                      |                      |                      |                      |                      |                      |                      |                      |                      |                      |                      |                      |                      |